# Autophagia (band)
Autophagia werd opgericht begin 1997 en is een eenmansproject van de Griekse muzikant Angelos Hatziandreou. Hatziandreou komt uit Thessaloniki. 
De band speelt goregrind / noisegrind en bedient zich van een stemvervormer. Qua thematiek wordt vastgehouden aan de typische goregrind-onderwerpen zoals de verminking van lichaamsdelen, verrotting, combinaties van vreselijke ziektes... De band beweert sterk beïnvloed te zijn door oude goregrind, punk en noisecore. Dit wordt geïllustreerd door het feit dat op de verschillende releases van Autophagia covers terug te vinden zijn van legendarische bands als bijvoorbeeld Extreme Noise Terror, Regurgitate, Rot (band), Gut (band), Warsore en Unholy Grave.

## Discografie
- "Anatomical Septicemia": demo tape (1998)
- 1 track op "Brutal Decomposition" compilatietape (1998)
- splittape met Neuropathia (1998)
- splittape met Cadaverous Suppuration (1999)
- 2 tracks op "Tribute to Regurgitate" cd (Bizarre Leprous Production) (2000)
- "...Aposynthesis" (Bizarre Vinyls 6-way split cd met Utopie, Squash Bowels, Twisted Truth, Decomposition & Brutality Reigns Supreme; op Bizarre Leprous Production) (2000)
- "Putrid Remains of Decomposition" (4-way split cd met Lymphatic Phlegm, Feculent Goretomb & Ulcerrhoea; Rotten Foetus Prod./Deranged for Leftovers Prod.) (2001)
- onuitgebracht nummer op Goreland compilatie cd (Black Hole Prod.) (2002)
- "Postmortem Human Offal" cd (Bizarre Leprous Production) (2002)
- 1 track op "Tribute to GUT" cd (American Line Prod.) (2003)
- Amorphus Ptoma on Decay (split cd met Oxidised Razor; Deus Mortuus Rec.) (2004)
- splittape met Scatologic Madness Possession (Rotten Foetus Prod.) (2004)
- "Uncontrolled Laxative Abuse" (9-way split cd met Sarcophaga Carnaria, Anal Penetration, Vagitarians, Faeces Eruption, I SHit On Your Face, Basket of Death, Anal Whore & Gross; Last House On The Right) (2004)
- "Mutilate your Enemy" MCD (Last House on the Right) (2005)
- "Emetological Gore Splatter Molynsis" (split MCD met Maggut op Rottenpyosis Rec.) (2006)